# Peripatetiska skolan

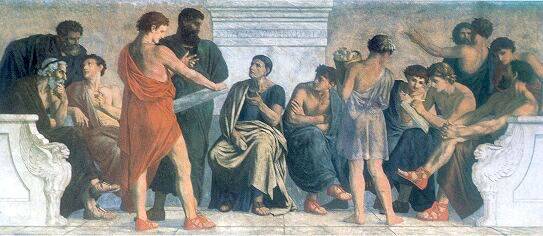
Aristoteles skola, fresk av Gustav Adolph Spangenberg.

Peripatetiska skolan (latin: peripateticus, av grekiskans περιπατεῖν, peripatein, ”gå omkring”) är den filosofiska skola som grundades av Aristoteles och till vilka bland andra Theofrastos, Eudemos från Rhodos, Aristoxenos och Dikaiarchos hörde. Anhängare av skolan kallas peripatetiker.
Termen betyder att gå omkring och kommer troligen av den offentliga gången i Lykeion i Aten, där Aristoteles och hans elever promenerade på de gångvägar som kallades peripatoi. Peripatetiker kallas ibland även de filosofer som inte har en fast plats vid ett högre lärosäte eller annan inrättning.
Aristoteles grundade den peripatetiska skolan år 335 f.Kr. när han öppnade sin filosofiska skola i Lyceum. De mest framstående medlemmarna efter honom var Straton från Lampsakos, som ökade de naturalistiska elementen i Aristoteles filosofi och som anammade en form av ateism samt Alexander från Afrodisias.

## Medlemmar i urval
- Satyrus från Kallatis
- Andronikos från Rhodos
- Olympiodorus den äldre
- Clearchos från Soles